# فرودگاه گایا (نیجر)
فرودگاه گایا (نیجر) (به انگلیسی: Gaya Airport (Niger)) یک فرودگاه همگانی است . این فرودگاه در کشور نیجر قرار دارد .